# Berlin (Kentucky)
|  | Dieser Artikel wurde aufgrund von inhaltlichen Mängeln auf der Qualitätssicherungsseite des Projektes USA eingetragen. Hilf mit, die Qualität dieses Artikels auf ein akzeptables Niveau zu bringen, und beteilige dich an der Diskussion! Eine nähere Beschreibung der zu behebenden Mängel fehlt. |

Berlin ist eine Stadt im Bracken County im US-Bundesstaat Kentucky, etwa 30 Meilen südlich von Cincinnati. Die Stadt wurde 1830 gegründet und hat heute etwa 400 Einwohner, von denen nur 150 im Stadtkern und die restlichen im umgebenden Farmland leben. Die offiziellen Aufgaben von Berlin und des gesamten Bracken County werden in der naheliegenden Stadt Brooksville erledigt, die der Sitz der Countyverwaltung (County Seat) ist.
Berlin ist eine rein landwirtschaftlich geprägte Gegend. Angebaut wird hier vor allem Mais, daneben gibt es reichlich Milchwirtschaft und Rinderzucht.

## Infrastruktur
Nahe Autobahnen sind die Interstate 75, Interstate 71 und Interstate 64.
Der Cincinnati International Airport ist der nächstgelegene Flughafen.

## Persönlichkeiten
- John M. Robsion (1873–1948), Politiker (Republikanische Partei)